# 652

## Nașteri
- Constantin al IV-lea, împărat bizantin (din 668), (d. 685)

## Decese
- Olimpius, exarch al Ravennei și uzurpator bizantin (649-652), (n. ?)
- Olympius, șambelan (demnitar de rang superior însărcinat cu îngrijirea camerei unui suveran) la Constantinopol, din 649, exarh bizantin de Ravenna (n. ?)
- Rothari (Rothair), rege al longobarzilor din 636 (n. ?)